# 言語変種
言語変種（げんごへんしゅ）とは、方言の概念を拡張したものであり、同一言語内における特定の集団（もしくは個人）によって話されている様々な言語ヴァリエーションを指す。社会言語学において用いられる用語である。

## 例
言語変種の例として以下のようなものが挙げられる。
地域変種狭義での方言
標準変種国家によって定められた標準語
社会変種エリート、中流、貧民層など、社会集団ごとに固有の言語変種
職業変種特定の職場や場面に固有の言語変種
民族変種黒人英語、ヒスパニック英語など、同じ言語を用いる別々の民族ごとの言語変種
家庭変種それぞれの家庭内で用いられる言語変種
個人変種個人ごとに異なる言語変種
ある言語の話者はいくつかの言語変種を習得しており、TPOによって言語変種を使い分けているのが普通である。言語変種は集団への帰属意識、連帯感、自己アイデンティティなどに関連すると考えられている。東京において偶然出会った同郷出身者同士は同じ地域変種で話すことによって連帯感を育むのがその例である。
言語学において、方言は地理的な言語変種を表していたが、現在では広義の用法として言語変種の意味を持ち、狭義での方言を地域方言、社会変種を社会方言などと呼んだりもする。

## 日本語の言語変種、および日本語と関係の深い言語変種
- 女性語
  - 女房言葉
  - オネエ言葉
- 若者言葉
  - ギャル語
  - バイト敬語
- 幼児語
- 業界用語
  - 倒語
  - ズージャ語
- 新方言
  - ウチナーヤマトグチ
  - 唐芋標準語
  - 関西共通語
- 浜言葉
- マタギ言葉
- 兵隊シナ語
- 役割語